# Lac LeBoeuf
Pour les articles homonymes, voir LeBoeuf.
Le lac LeBoeuf (en anglais : Lake LeBoeuf) est un lac glaciaire américain dans le comté d'Érié, en Pennsylvanie. Il est situé à 355 mètres d'altitude à côté de la ville de Waterford.
Le lac LeBoeuf se déverse par son principal émissaire dans la rivière LeBoeuf au sud de la ville de Waterford. Ses eaux contribue au bassin fluvial du fleuve Mississippi.
Ce lac fut nommé « Lac LeBoeuf » en raison de la présence de nombreux bisons à l'époque de la Nouvelle-France. Le long de ce lac fut édifié le fort Le Boeuf et plus loin le fort de la Presqu'île. Ces deux forts contrôlaient le portage des canoës jusqu'au lac Érié.